# La Soie rouge
Pour plus de détails, voir Fiche technique et Distribution.
La Soie rouge (russe : Красный шёлк, Krasny chelk) est un film d'espionnage sino-russe réalisé par Andreï Volguine et sorti en 2025.

## Synopsis
Le film se déroule en 1927 sur le Transsibérien. Des coursiers du parti communiste chinois transportent à travers la Russie des documents top secrets qui pourraient déterminer l'avenir des relations entre l'Union soviétique et la Chine. Après avoir franchi illégalement la frontière soviéto-chinoise près de Blagovechtchensk, les coursiers montent à bord du Transsibérien Express Vladivostok-Moscou à Belogorsk. Mais c'est dans le « meilleur train du pays » que le principal danger les attend : ici, sous l'apparence de passagers ordinaires, se cachent à la fois des agents du Kuomintang et des officiers de renseignement étrangers. De plus, le train est poursuivi par des Honghuzi - des égorgeurs avides engagés par quelqu'un, prêts à tout pour obtenir les documents les plus précieux.
Les envoyés du parti communiste chinois doivent au moins se rendre à Irkoutsk, d'où il est déjà possible d'organiser à la fois la livraison et une protection complète. Mais pendant que l'express traverse la Transbaïkalie, seuls Anna Volkova, employée de l'agent soviétique de renseignement extérieur, et Fiodor Kornilov, un commandant de l'Armée rouge courageux mais direct et borné, qui l'aide, sont responsables de la sécurité des camarades chinois. Ils ont emmené Artiom Svetlov, un jeune employé inexpérimenté du département Belogorsky du Guépéou, qui parle un mandarin approximatif. Parmi les trois coursiers, seule Wang Lin, une très jeune fille, comprend un peu le russe.
Nikolaï Timofeïevitch Garine, un officier de renseignement russe de haut niveau qui a été « coincé » en Chine après la chute de l'Empire russe et s'est flatté de l'espoir qu'en aidant les Tchékistes à livrer des documents top secrets à leur destination, il aurait une chance de rentrer en Russie. Afin d'identifier et de neutraliser un ennemi commun, les agents de renseignement soviétiques devront accepter l'aide d'un ancien officier tsariste.
Le film n'est pas historique, mais il est inspiré de faits réels : en 1928, le 6e congrès national du Parti communiste chinois s'est singulièrement tenu dans l'oblast de Moscou. Pour participer au congrès, les délégués ont voyagé le long du chemin de fer transsibérien à travers la Russie au péril de leur vie. Ils étaient traqués à la fois par des agents du Kuomintang et par des employés de plusieurs services de renseignements étrangers. Mais les camarades chinois sont accompagnés par des membres du Komintern, dont le jeune traducteur Artyom Svetlov.

## Fiche technique
- Titre original : La Soie rouge[2]
- Titre original russe : Красный шёлк, Krasny chelk[3]
- Titre chinois : 红丝行动, Hóng sī xíng dòng[4]
- Réalisation : Andreï Volguine
- Scénario : Alekseï Kolmogorov
- Photographie : Maksim Mikhaniouk
- Montage : Konstantin Mazour, Andreï Volguine
- Musique : Mikhaïl Afanassiev
- Décors : Janna Pakhomova
- Production : Vadim Byrkine
- Sociétés de production : Nota Bene Film Group
- Pays de production :  Russie -  Chine
- Langue originale : russe
- Format : couleur
- Genres : film d'espionnage, film policier, film d'action, film à énigme
- Durée : 146 minutes
- Date de sortie :
  - Russie : 20 février 2025

## Distribution
- Miloš Biković (sh) : Nikolaï Garine
- Elena Podkaminskaïa : Anna Volkova
- Gleb Kalioujny (ru) : Artiom Svetlov
- Gocha Koutsenko : Fiodor Kornilov
- Zheng Hanyi (ru) : Wang Ling, l'agent chinois
- Irina Alfiorova : Comtesse Demidova
- Iaroslav Moguilnikov : Petya, le serveur

## Production
Le tournage a lieu sur le lac Baïkal dans l'oblast d'Irkoutsk, dans l'oblast de Pskov et dans l'oblast de Leningrad, ainsi qu'à Saint-Pétersbourg,,.
En Chine, le tournage a eu lieu aux Hengdian World Studios, le film est un projet cinématographique conjoint russo-chinois : un partenariat de coproduction a été conclu entre le groupe russe Nota Bene Film Group et les sociétés chinoises Fen Dou Mao Film & TV Culture Media (Beijing) Co. et Tianjin Co-Production Film & TV Co7, la partie chinoise a investi dans les fonds de production en échange d'une partie des droits sur le film,, ce qui lui permettra d'être distribué en Chine en tant que produit local, sans tenir compte des quotas pour les films étrangers.